# Liste der Wappen in Kaufbeuren
Die Liste der Wappen in Kaufbeuren zeigt die Wappen in der bayerischen Stadt Kaufbeuren.

## Kaufbeuren

Stadt Kaufbeuren Gespalten von Gold und Rot; vorne am Spalt ein halber schwarzer Adler, hinten ein von zwei sechsstrahligen goldenen Sternen beseiteter goldener Schrägbalken.

- Stadt
Kaufbeuren
Gespalten von Gold und Rot; vorne am Spalt ein halber schwarzer Adler, hinten ein von zwei sechsstrahligen goldenen Sternen beseiteter goldener Schrägbalken.

## Ehemalige Gemeinden mit eigenem Wappen

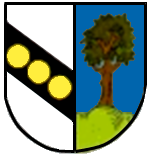
Gemeinde Hirschzell
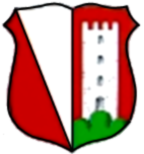
Gemeinde Kleinkemnat
Gemeinde Oberbeuren